# 泰勒·史凱格斯
泰勒·韋恩·史凱格斯（英語：Tyler Wayne Skaggs，1991年7月13日—2019年7月1日），美國職棒大聯盟投手，生涯曾效力過亞利桑那響尾蛇與洛杉磯安那罕天使兩隊。2009年大聯盟選秀，天使隊在第一輪40順位選進了史凱格斯，並在2010年將他交易至響尾蛇隊。2013年球季結束後再被交易回天使隊。2019年7月1日，史凱格斯被發現猝死在德州南湖的飯店房間裡，得年27歲。

## 職業生涯

### 洛杉磯天使
2009年美國職棒大聯盟選秀，天使隊在第一輪40順位選進了史凱格斯。他從新人聯盟起步，投了10局，防禦率1.80。他於2010年升上1A。

### 亞利桑那響尾蛇
2010年7月25日，天使隊將史凱格斯、喬·桑德斯、Rafael Rodríguez及派翠克·柯賓交易至響尾蛇隊，換來丹·哈倫。他持續在1A出賽，該年他9勝5敗，防禦率3.29。
2012年8月22日，史凱格斯登上大聯盟。他主投6.1局失2分拿下大聯盟首勝。該年他先發6場，1勝3敗，防禦率5.83。隔年他先發7場，2勝3敗，防禦率5.12。

### 重回洛杉磯
2013年12月10日，白襪、天使與響尾蛇進行一樁三方交易。白襪將Hector Santiago交易至天使，天使將馬克·川柏與2名日後指定球員送至響尾蛇，響尾蛇將Adam Eaton與史凱格斯分別交易至白襪和天使。2014年他先發18場，5勝5敗，防禦率4.30。該年8月，他動了TJ手術，宣布2015年球季報銷。
2016年到2017年，他因傷只先發26場，合計5勝10敗，防禦率4.41。 2018年，他先發24場比賽，8勝10敗，防禦率4.02。2019年，他進入天使隊先發輪值裡，該年他先發15場，7勝7敗，防禦率4.29。合計他在大聯盟28勝38敗，防禦率4.41。

## 球種
他擅長投3種球路：四縫線快速球(球速91至94英里)、曲球(球速72至76英里)與變速球(球速78至81英里)。其中曲球是他最拿手的球路。

## 去世
2019年7月1日，天使作客德州與遊騎兵隊進行4連戰。史凱格斯被發現陳屍在飯店房間內，這場意外也讓天使與遊騎兵的首戰延期。當地警方調查後排除自殺與他殺可能。隔日警方對他進行驗屍，並預定於10月2日公布死因。
2019年9月，洛杉磯與德州警方提前公布史凱格斯的驗屍報告，直接死因為窒息，史凱格斯的體內被驗出有大量酒精以及吩太尼（Fentanyl）、羥二氫可待因酮（Oxycodone）兩種大聯盟指定禁藥，前者更是聯邦管制藥品。由於吩太尼有呼吸抑制、肌肉僵直的副作用，法醫研判應為酒醉嘔吐再加上藥物副作用導致嘔吐物堵塞呼吸道而窒息死亡。報告發布後，史凱格斯的家屬表示天使球團內有人涉嫌給史凱格斯供應禁藥，家屬已聘請曾代表「火箭人」羅傑·克萊門斯打贏禁藥訴訟的知名律師Rusty Hardin介入調查此案，天使球團總管Billy Eppler也對外表示亦將聘請律師全力協助調查。
2020年10月，曾為天使隊投手的前天使隊新聞部主管艾瑞克·凱伊（Eric Kay）被德州大陪審團起訴，起訴書指凱伊在明知吩太尼危險性的情況下仍大量將此藥物提供給史凱格斯，導致後者因藥物與酒精混用而猝死，並稱凱伊與未知的第三者自2017年起就開始供應該藥物給旗下球員。凱伊已在同年8月7日遭聯邦當局逮捕，罪名是非法持有與販賣管制藥品。若罪名成立，凱伊將面臨最高二十年的有期徒刑。史凱格斯的家屬與委任律師Rusty Hardin皆未對外發表意見。庭審原定於12月14日開庭，但因為凱伊的其中一名律師確診新冠肺炎，因此推遲到2021年4月19日。

## 紀念
2019年7月2日，曾在響尾蛇隊因與史凱格斯一同被天使隊交易而成為隊友的華盛頓國民隊先發投手派翠克·柯賓，為了紀念他，在那天先發將其背號46號改成45號。而在2019年美國職棒大聯盟全明星賽中，入選的兩位天使球員麥可·楚奧特和湯米·拉·史戴拉都在明星賽穿上史凱格斯的45號球衣。
2019年7月12日，在史凱格斯去世後的首場在天使主場迎戰西雅圖水手隊的比賽，天使全員都穿上史凱格斯的45號球衣上場比賽。天使請到他的母親Debbie來開球，而且該場比賽，天使隊靠著Taylor Cole和Félix Peña兩名投手投出了接力無安打比賽。這也是繼1991年7月13日(剛好是史凱格斯的生日)後，第一場在加州出現的無安打比賽。賽後天使隊全體球員也把各自身上的45號球衣全部覆蓋在投手丘上來紀念他。

## 外部連結
- 球員資訊和成績在MLB，ESPN，Baseball-Reference，Fangraphs（英文）
- 泰勒·史凱格斯的X（前Twitter）